# Dezső Kosztolányi

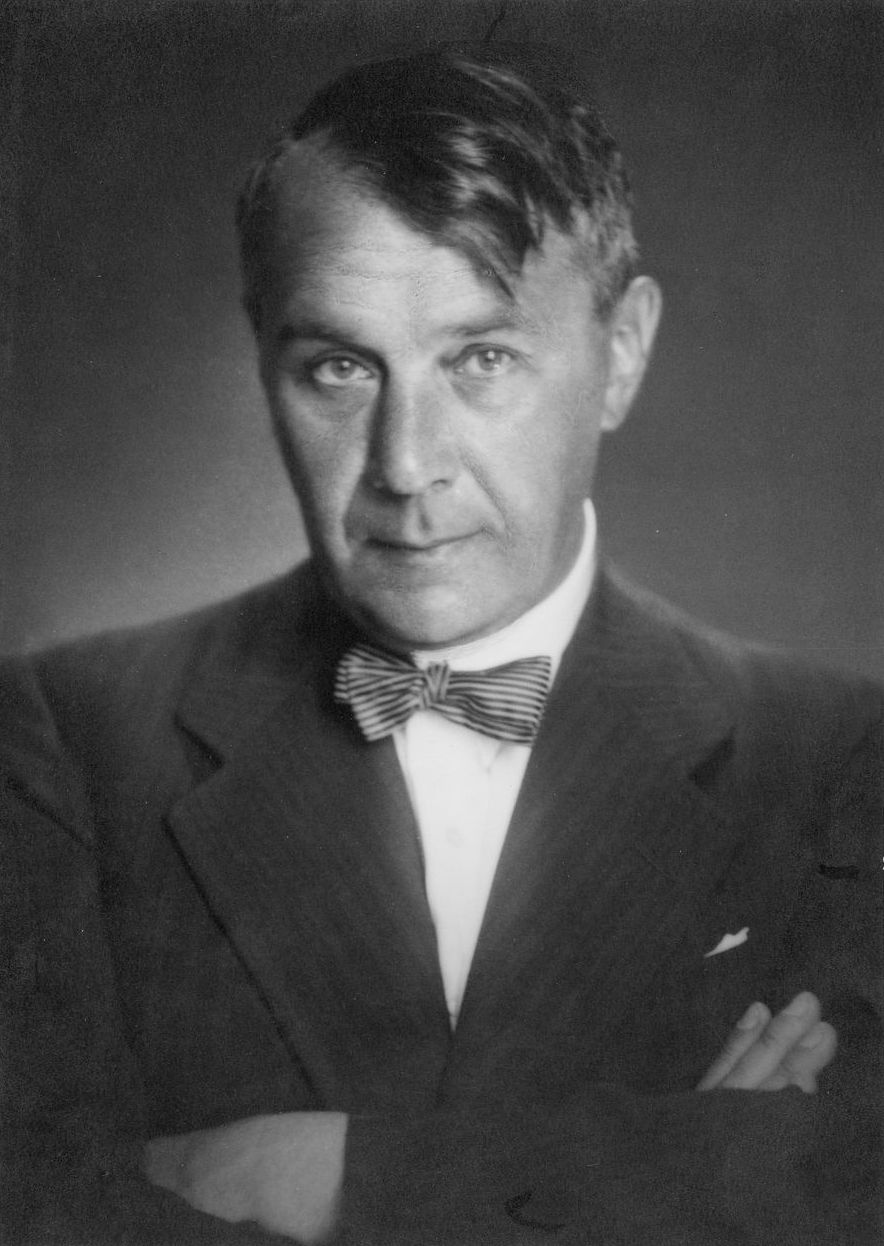
Dezső Kosztolányi, 1935

Dezső Kosztolányi [ˈdɛʒøː ˈkostolaːɲi] de Nemeskosztolány (Subotica, 29 de marzo de 1885 – Budapest, 3 de noviembre de 1936) fue un escritor húngaro de exitosa carrera como periodista, novelista, poeta, crítico literario, ensayista y traductor. Fue primo de Géza Csáth.

## Biografía
Su padre fue Árpád Keskolányi Nemeskosztolányi (1859-1926), profesor de matemáticas, y su madre, Eulalia Brenner (1866-1948), Su abuelo había sido oficial en el ejército revolucionario de 1848. Nació en Szabadka (Subotica) en 1885, entonces parte del Imperio austrohúngaro y de Serbia. En esta ciudad se inspiraría para crear la ficticia Sárszeg, en la que se sitúan sus novelas Alondra y La cometa dorada. Durante la segunda enseñanza se distinguió por su talento precoz y por su buen estilo. Estudió letras en la Universidad de Budapest, donde trabó amistad con los poetas Gyula Juhász (1883-1937) y Mihály Babits (1883-1941), a quien llamó "hermano espiritual" porque ambos veneraban religiosamente la forma y amaban su lengua, de la que eran maestros aún no superados. Estudió en Viena durante un corto periodo de tiempo. 

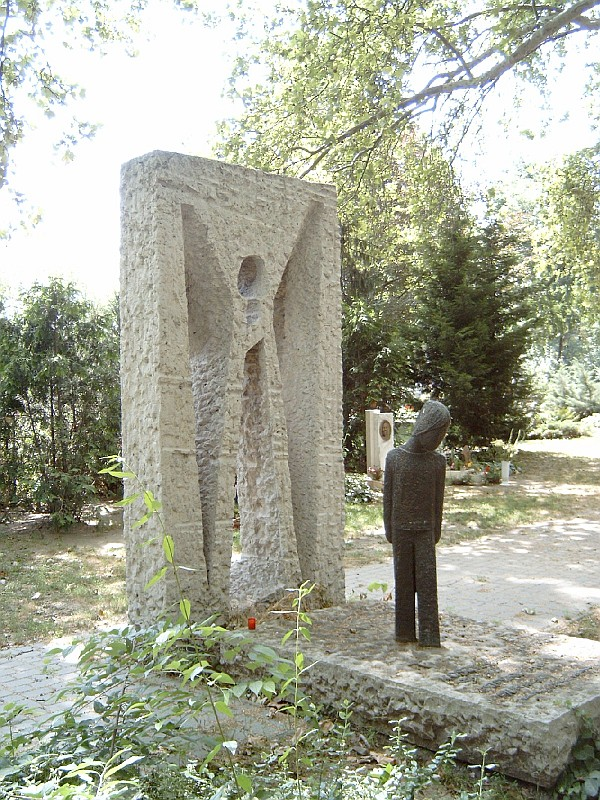
Escultura de Dezső Kosztolányi en Budapest

Con 21 años abandonó la Universidad para dedicarse al periodismo, profesión en la que trabajó toda su vida. En 1907 se publica un primer volumen de composiciones líricas,  (Entre cuatro paredes), que le reveló como poeta muy original. En 1908 sustituye al poeta Endre Ady (1877-1919) como reportero de un diario de Budapest. En el libro de poemas Los lamentos del pobre niño (1910), aparecen ya las características esenciales de su arte: el amor hacia las pequeñas experiencias de la vida cotidiana y un encantador intimismo. Supuso un éxito a nivel nacional que marcó el inicio de una prolífica etapa en la que prácticamente publicaba un libro por año. En los volúmenes ulteriores de poesía (Concierto otoñal, Magia, Amapola, Pan y vino, y, sobre todo, Los lamentos del hombre triste, 1924, y Desnudo, 1928, de la etapa de su plena madurez) se aprecia un sentimiento de la soledad del hombre extraviado en la selva de la metrópoli, un humorismo sutil, levemente grotesco, un temor creciente a la muerte y un afecto cada vez más tierno hacia el mundo exterior.
En las novelas sigue un método muy parecido; no emplea los acostumbrados recursos del género psicológico, sino que se interesa únicamente por la vida externa de sus héroes (el emperador Nerón en El poeta sanguinario, una camarerita en Anna Édes, una tosca doncella en Alondra). A su talento debe la literatura húngara gran parte de las más bellas traducciones de los clásicos (Shakespeare, Calderón, Molière, Goethe ...) y de poetas modernos, tanto occidentales como orientales. Su prosa fluida, flexible, animada y cristalina, creó escuela. Sus cuentos, ensayos y bocetos aparecieron por vez primera en la revista literaria Nyugat (“Occidente”), fundada en 1908, que fue de gran importancia en la revitalización de la literatura húngara, de la que Kosztolányi fue uno de sus primeros colaboradores, algunos de éstos son conocidos como la "primera generación Nyugat" que escribía principalmente en verso. También colabora con la  revista Pesti Hírlap, diario liberal, desde 1921. 
En 1913 casó con la actriz Ilona Harmos (1885-1967) que también colaboradora en la revista Nyugat con el seudónimo de Ilona Görög. Tuvo un hijo, Ádám Kosztolányi (1915-1980). Amante de la familia y gran trabajador, su vida fue discreta y regular. Junto con Mihaly Babits, su compañero de universidad, Dezsö Kosztolányi ha ejercido una vasta influencia, especialmente en el aspecto estilístico, sobre los escritores húngaros contemporáneos. Murió de un cáncer de laringe.

## Obras
Entre ellas, destacan novelas como Alondra, La cometa dorada, Anna la dulce (editadas en español por Ediciones B y reeditadas a partir de 2021 por Xordica en traducción directa del húngaro) o Nerón, el poeta sangriento, y relatos como los incluidos en Cuentos Psicoanalíticos (editado en español por Ediciones del Lunar), quizá resultado de sus conocimientos de psicoanálisis y su relación con psicoanalistas como Sándor Ferenczi. En cuanto a su obra poética, en 1924 publicó un volumen en verso cuyo título evocaría su trabajo anterior, Las quejas del hombre triste. Kosztolányi también realizó traducciones de obras literarias del inglés al húngaro tales como El cuento de invierno (de William Shakespeare) y Alicia en el país de las maravillas (de Lewis Carroll).

## Enlaces
- Ediciones B
- Editorial del Lunar
- Obra del autor en editorial Xordica

- Datos: Q27610
- Multimedia: Dezső Kosztolányi / Q27610